# Kirche der Muttergottes von Tschenstochau (Gliwice)

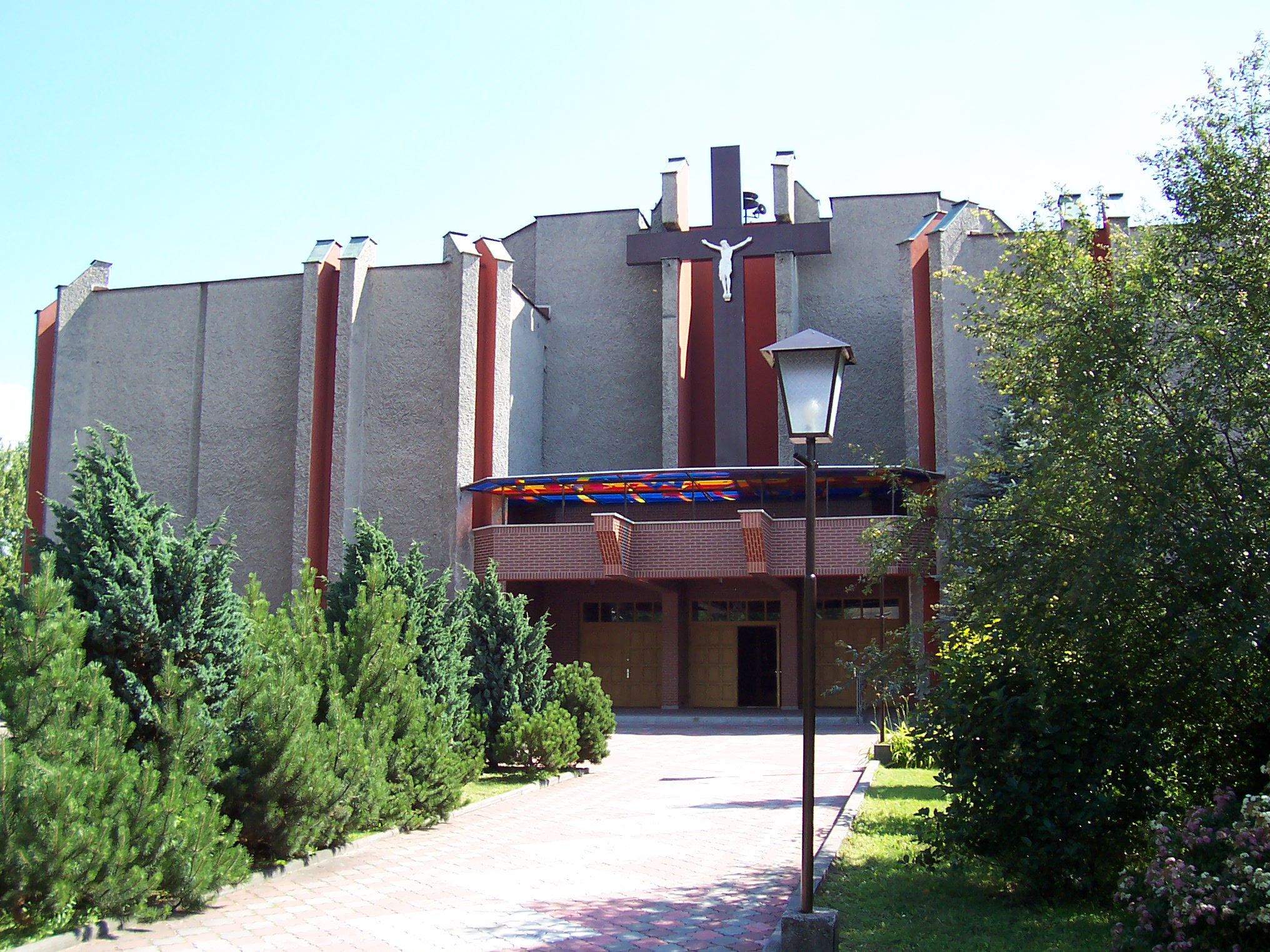
Kirche der Muttergottes von Tschenstochau

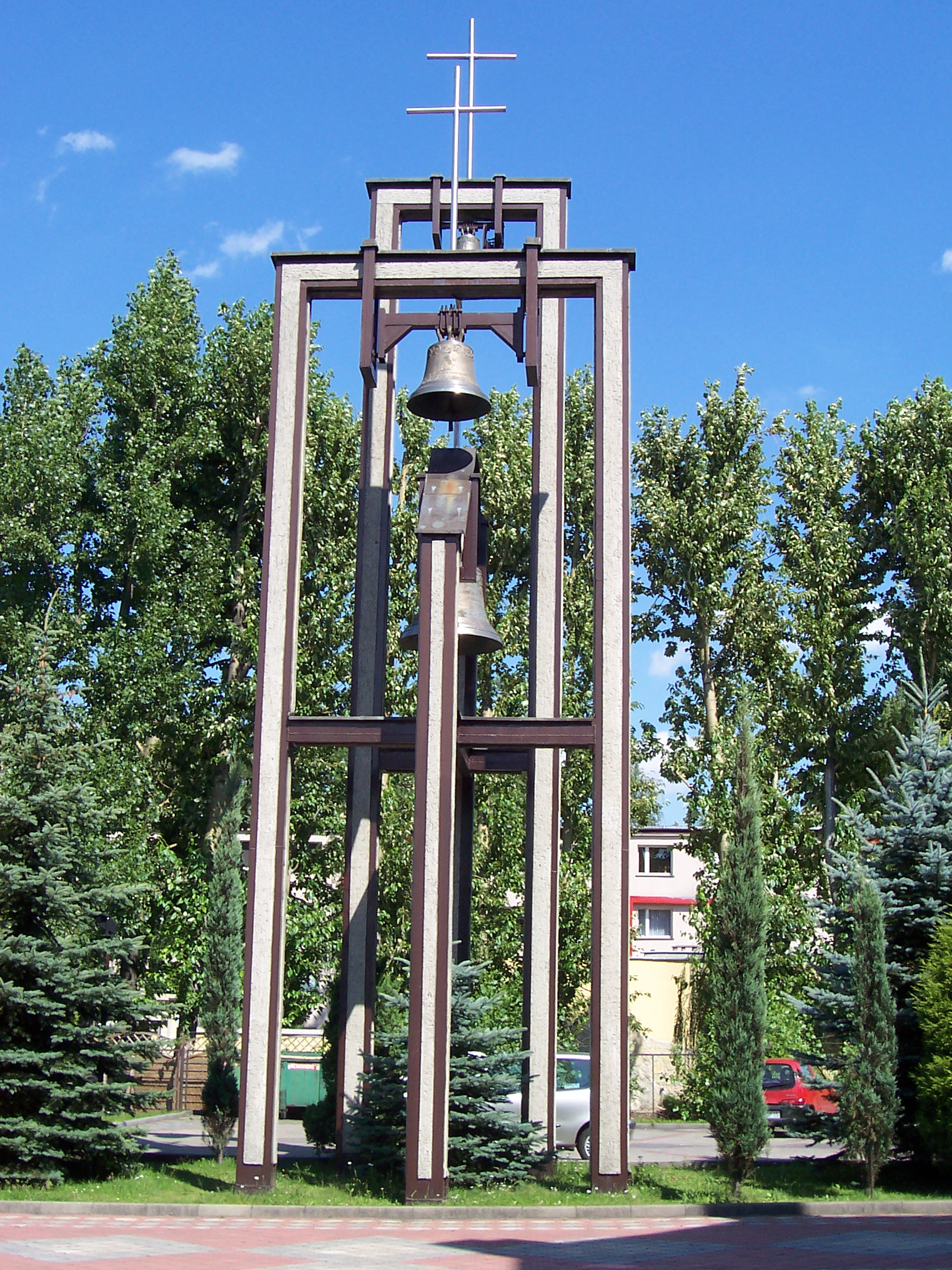
Der Glockenturm

Die Kirche der Muttergottes von Tschenstochau (polnisch Kościół Matki Boskiej Częstochowskiej) im oberschlesischen Gliwice (Gleiwitz) ist eine römisch-katholische Pfarrkirche. Die Kirche im modernen Stil stammt vom Ende des 20. Jahrhunderts und ist dem Gnadenbild der Schwarzen Madonna von Tschenstochau geweiht. Die Kirche der Muttergottes von Tschenstochau gehört der Pfarrgemeinde der Muttergottes von Tschenstochau in Gliwice (Gleiwitz) im Dekanat Gliwice des Bistums Gliwice an. Sie befindet sich an der Ulica Kilińskiego 2 im Stadtteil Trynek (Trinneck).

## Geschichte
Das Gebiet der heutigen Pfarrgemeinde gehörte ursprünglich zur Erzengel-Michael-Gemeinde. Am 4. Oktober 1981 segnete Bischof Antoni Adamiuk ein Kreuz und den Baugrund für die neue Kirche. 1983 begann der Bau der Kirche und Bischof Jan Wieczorek segnete und legte den ersten Ziegelstein auf das Fundament. Am 4. Dezember 1984 wurde der Grundstein durch Bischof Alfons Nossol eingemauert. Der Grundstein wurde bereits 1983 durch Papst Johannes Paul II. auf dem Sankt Annaberg gesegnet. 1985 wurde der Bau des Pfarrhauses begonnen.
Am 27. August 1988 wurde die Kirchengemeinde der Muttergottes von Tschenstochau durch den Bischof von Oppeln Alfons Nossol (* 1932) gegründet, welche von der Erzengel-Michael-Gemeinde und der Peter-Paul-Gemeinde abgespalten wurde. Am 6. Oktober 1991 wurde die Kirche durch Bischof Gerard Kusz (* 1939) geweiht.
Auf dem Gelände der Kirche befinden sich ein Missionskreuz und die Gräber der Priester Pfarrer Józef Maciaszek (Erbauer der Kirche), Pfarrer T. Maciaszek und Pfarrer S. Prochacki.

## Architektur
Bei der Kirche der Muttergottes von Tschenstochau handelt es sich um ein modernes Bauwerk mit einer Fassade aus Putz und das Eingangsportal ist mit Klinker gestaltet. Über dem Eingang befindet sich ein Kreuz. Die Kirche besitzt einen einzelnen freistehenden Glockenturm.